# Patrick Jouané
Patrick Journé, dit Patrick Jouané, est un acteur français, né le 10 décembre 1946 à Neuilly-sur-Seine et mort le 9 juillet 1999 aux Mureaux.

## Biographie
Après une enfance et une adolescence difficiles, Patrick Jouané est, à partir de 1964, un acteur fétiche du cinéaste Guy Gilles. Il est pendant un temps le compagnon du cinéaste, dont il reste proche après la fin de leur liaison. Après une brève apparition dans L'Amour à la mer, il tient notamment les rôles masculins principaux de Au pan coupé (1968) et Le Clair de Terre (1970). Dans les deux cas, il incarne un jeune homme plus ou moins marginal, pris dans une forme d'errance.
Outre des rôles dans des fictions, Guy Gilles le fait également apparaître dans deux de ses documentaires télévisés : un témoin sensible dans Proust, l'art et la douleur (1971) et dans le rôle de Jean Genet dans Saint, poète et martyr (1975).
Assez peu motivé par le travail de comédien, auquel il se prêtait surtout pour faire plaisir à Guy Gilles, Patrick Jouané apparaît principalement dans les films de ce dernier. Il tient cependant quelques rôles chez d'autres cinéastes, notamment Robert Bresson pour Quatre Nuits d'un rêveur.
Victime d'un grave accident, Jouané délaisse le métier d'acteur et trouve un emploi de jardinier. Il revient une dernière fois à l'écran dans l'avant-dernier film de Guy Gilles, Nuit docile (1987), où il interprète Jean Célan, un homme qui subitement quitte son épouse.
Peu avant sa mort, il témoigne de son amitié pour Guy Gilles dans Lettre à mon frère Guy Gilles, cinéaste trop tôt disparu (1999), un documentaire réalisé par Luc Bernard, frère du cinéaste.

## Filmographie

### Cinéma

#### Longs métrages
- 1964 : L'Amour à la mer, de Guy Gilles
- 1968 : Au pan coupé, de Guy Gilles
- 1970 : Le Clair de Terre, de Guy Gilles
- 1970 : Midi Minuit, de Pierre Philippe
- 1971 : Côté cour, côté champs, de Guy Gilles
- 1971 : Quatre Nuits d'un rêveur, de Robert Bresson
- 1972 : Absences répétées, de Guy Gilles
- 1972 : What a Flash !, de Jean-Michel Barjol
- 1974 : Le Jardin qui bascule, de Guy Gilles
- 1987 : Nuit docile, de Guy Gilles

#### Courts métrages
- 1965 : Paris un jour d'hiver, de Guy Gilles
- 1966 : Chanson de gestes, de Guy Gilles
- 1966 : Le Jardin des Tuileries, de Guy Gilles (voix off)
- 1967 : Un dimanche à Aurillac, de Guy Gilles

### Télévision

#### Longs métrages
- 1969 : Le Partant de Guy Gilles, diffusé dans Dim, Dam, Dom
- 1982 : Un garçon de France de Guy Gilles, FR3

#### Courts et moyens métrages
- 1971 : Proust, l'art et la douleur de Guy Gilles, produit par Roger Stéphane/ORTF
- 1975 : Saint, poète et martyr de Guy Gilles, Antenne 2 - MM